# 古伊斯
古伊斯（法語：Gouise，法語發音：[ɡwiz]）是法国阿列省的一个市镇，位于该省中东部，属于穆兰区。

## 地理
古伊斯（46°24'40"N, 3°25'48"E）面积23.12 平方千米，位于法国奥弗涅-罗讷-阿尔卑斯大区阿列省，该省份为法国中部省份，北起涅夫勒省、西北接谢尔省，西南至克勒兹省，南至多姆山省，东南临卢瓦尔省，东临索恩-卢瓦尔省。
与古伊斯接壤的市镇（或旧市镇、城区）包括：阿列河畔贝赛、讷伊勒雷阿勒、圣热朗德沃、圣瓦尔、特雷托。

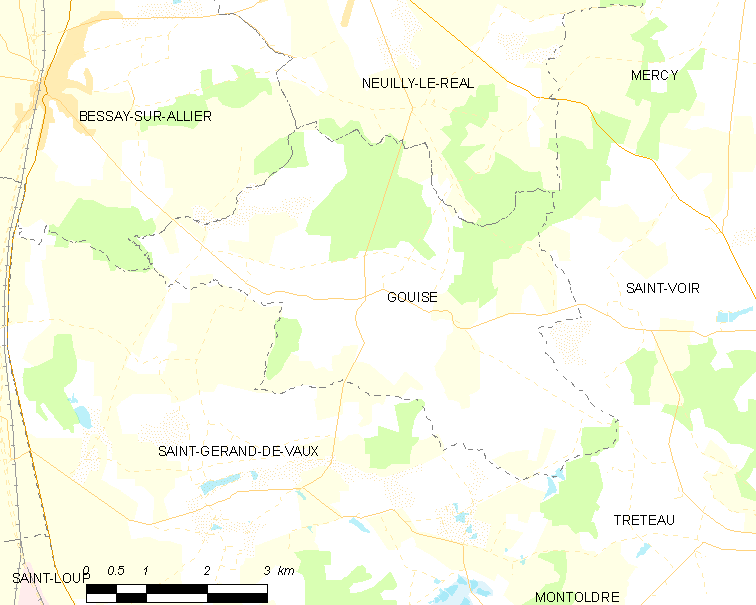
古伊斯的OSM定位图

古伊斯的时区为UTC+01:00、UTC+02:00（夏令时）。

## 行政
古伊斯的邮政编码为03340，INSEE市镇编码为03124。

## 政治
古伊斯所属的省级选区为穆兰第二县。

## 人口

1962-2008年间古伊斯人口变化图示

古伊斯于2022年1月1日时的人口数量为220人。